# Stemma della Siria
Lo stemma della Siria (in arabo شعار الجمهورية العربية السورية‎) è l'emblema nazionale della Repubblica Araba di Siria. Esso è stato adottato il 3 luglio 2025.

## Descrizione
Lo stemma include un falco simile al falco di Quraysh, simbolo nazionale raffigurato in color sabbia. Sopra il falco sono collocate tre stelle, come nella bandiera nazionale della Siria. Le 14 piume sulle ali rappresentano i 14 governatorati della Siria, mentre le cinque piume sulla coda raffigurano le cinque regioni storiche del paese. Le tre stelle in capo simboleggiano invece il distacco dal regime di Assad mentre i tre artigli rappresentano l'unità delle tre Forze armate siriane (Aeronautica, Marina ed Esercito). 

## Stemmi precedenti

1946-1958 1961-1963
1958-1961
1963-1972
1972-1980
1980-2024
2024-2025